# Aleksander Ford (aktor)
Aleksander R. Ford, Aleksander Ford junior (ur. 8 października 1944 w Warszawie, zm. 7 października 2012 w Łodzi) – polski aktor i animator kultury.

## Życiorys
Był synem reżysera Aleksandra Forda i Janiny Wieczerzyńskiej.
W 1968 ukończył łódzką PWSTiF na wydziale aktorskim, dyplom zdobył dwa lata później. W latach 1968–1969 występował w Teatrze im. Ludwika Solskiego w Tarnowie, następnie w Teatrze Ziemi Łódzkiej (1970), Dramatycznym w Warszawie (1971), w sezonie 1971/1972 w Bałtyckim Teatrze Dramatycznym im. Juliusza Słowackiego, a od 1972 do 1974 pracował w Szczecinie. Występował w teatrach warszawskich: Powszechnym (1975–1976) oraz Żydowskim (1977–1978). W 1980 był aktorem Teatru im. Stefana Jaracza w Łodzi, a w 1984 – im. Osterwy w Lublinie. Od połowy lat 90. był aktorem i kierownikiem artystycznym teatru dziecięcego Kometa.
Był związany pracą twórczą z Łodzią, między innymi z Festiwalem Dialogu Czterech Kultur, Muzeum Kinematografii i Towarzystwem Miłośników Starego Miasta. 
Został pochowany w części ewangelicko-augsburskiej na Starym Cmentarzu w Łodzi.

## Odznaczenia
Został uhonorowany Odznaką „Za Zasługi dla Miasta Łodzi” (2007)